# Voga János
Voga János (Tatabánya, 1952. szeptember 4. –) tanár, zeneszerző, előadóművész, rádiós műsorvezető.
Egy székesfehérvári iskolában 31 évig tanított biológiát és testnevelést. Nős, egy lánya van (Viktória), aki énekesnő.

## Voga–Turnovszky-duó
Ismertségét a Voga–Turnovszky-duónak köszönheti, saját szerzeményeik mellett igen népszerűek lettek az 1980-as években készített popparódiáik. 1983 óta 4 kislemezt, 1986-tól 6 nagylemezt adtak ki. A duó végül Turnovszky Tamás kiválása miatt 1991-ben szűnt meg, ami Voga elmondása szerint „élete legnagyobb csalódását okozta”.

## A duó után
Nemcsak a VT-duónak, de több más előadónak is írt zenét és szöveget, Szűcs Judithnak például egy teljes albumot. Játszik gitáron és billentyűs hangszereken. Foglalkozik emellett zenei rendezéssel, vokál-énekléssel.
Évekig volt a Danubius Rádió Cappuccino reggeli műsorának egyik műsorvezetője, később a Sláger Rádió Bumeráng című - szintén a reggeli órákban sugárzott - műsorában szerepelt állandó vendégként. 2012. augusztus 7-ig a Neo FM-en futó Bumeráng társműsorvezetője volt. Rendszeresen szerepelt a Sláger Rádión, majd a Neo FM-en futó Lali király audienciája című műsorban is. Egy időben Boros Lajossal a Borosmegavoga című internetes podcastot készítették. 2020. augusztus 31. óta heti háromszor (hétfőn, szerdán és pénteken) a Retro Rádió Bochkor című reggeli műsorának rendszeres vendége.

## Könyve
- Bochkor Gábor–Boros Lajos–Voga János: A Bumeráng aranyköpései; Sanoma Budapest, Bp., 2008

## Külső hivatkozások
- „Hivatalos” lap
- VogaBloga
- Voga János túl van a válságon 2010. 01. 24.